# Eduard Martí i Teixidor
Eduard Martí i Teixidor (Sabadell, Vallès Occidental, 19 de febrer de 1925 – 30 de desembre de 1998) fou un compositor de sardanes i cançons populars.
Feu el seu aprenentatge musical de forma autodidacta, mai va anar a cap acadèmia per aprendre música. Va començar a escriure jove, el 1947 va compondre la primera sardana Narciseta, dedicada a la seva mare. Les seves primeres sardanes compostes entre el 1947 i el 1952, amb la col·laboració de Narcís Paulís, va començar a trobar l'èxit popular, sobretot amb La sardana de l'edat d'or i Bella gesta del compte Guifré. Per qüestions laborals, era teixidor, va haver de reduir molt la seva dedicació fins als anys 70, època en què va destacar considerablement com a conseqüència d'una sèrie de guardons que va obtenir gràcies a un estil formalment equilibrat i harmònicament ric que s'amollaven al patró de la sardana de l'època. D'aquesta segona tongada destaquen Campanes i coloms. Les Guilleries, amb la que guanyà el premi Joaquim Serra, fou la seva única obra per a cobla.